# Lilla Älvgångens naturvårdsområde
Lilla Älvgången naturvårdsområde är ett naturvårdsområde (sedan 1999 likställt med naturreservat) i Hedemora kommun i Dalarnas län.
Området är naturskyddat sedan 1998 och är 60 hektar stort. Reservatet ligger vid Hovran strax öster om Hedemora och består av slåttermarker och betade strandängar.

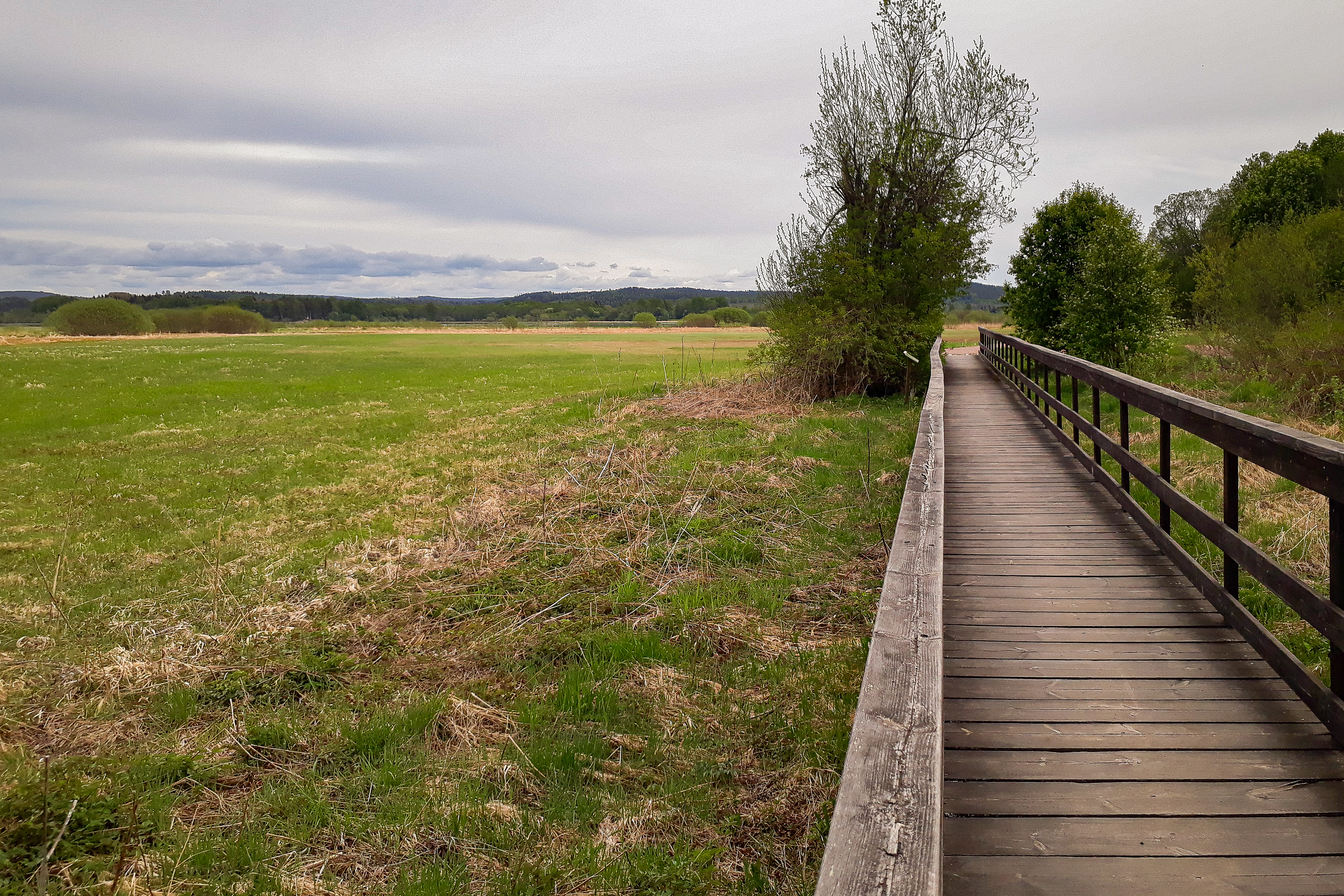
Lilla Älvgången